# Грампианс (национальный парк)
Грампианс (англ. Grampians (Gariwerd) National Park) — национальный парк в регионе Грампианс штата Виктория, Австралия.

## Описание
Парк расположен в южной части штата, вытянут с севера на юг примерно на 80 километров, с востока на запад — на 40 километров в самом широком месте, в целом имеет неправильную форму. Занимает площадь 1672,2 км². Ближайший город — Холлс-Гэп, расположенный непосредственно у восточных границ парка. Вдоль западной границы парка проходит шоссе A200, вдоль северной — A8, вдоль южной — B180.
Примечательные растения: Banksia saxicola — кроме парка Грампианс встречается лишь в одном месте, в национальном парке Вильсонс-Промонтори; Bauera sessiliflora — эндемик региона; Eucalyptus × alpina — эндемик парка; Eucalyptus serraensis — эндемик парка; Eucalyptus victoriana — эндемик парка; Goodenia lineata — эндемик парка; Grevillea confertifolia — эндемик парка; Grevillea microstegia — эндемик парка; Leptospermum turbinatum — эндемик парка и прилегающих территорий.
В парке организованы несколько обзорных площадок, мест для скалолазов и троп для пешеходов.
Управляющая организация — Парки Виктории.
Достопримечательности
- Многочисленные живописные горные хребты из песчаника; гора Уильям[англ.] (1167 м)
- Через парк протекают реки: Эйвон[англ.], Гленелг, Маккензи[англ.], Ричардсон[англ.], Уиммера[англ.]
  - Водопады на них: Маккензи, Силвербенд[англ.], Уэннон[англ.]

Этимология
Система горных хребтов, составляющая основу нынешнего парка, получила своё название в 1836 году: исследователь Томас Митчелл дал им такое имя в честь Грампианских гор своей родной Шотландии.

## История
Национальный парк был образован 1 июля 1984 года под названием Грампиан-Маунтинс, но в 1991 году был переименован в Грампианс (Гэйруэрд). В январе 2006 года около половины парка было уничтожено природным пожаром. 15 декабря 2006 года парк был внесён в Список национального австралийского наследия за выдающуюся природную красоту и огромное количество наскальной живописи коренных жителей материка. В январе 2011 года штат Виктория подвергся масштабному наводнению, в результате этого отдельные части парка были закрыты на несколько месяцев.

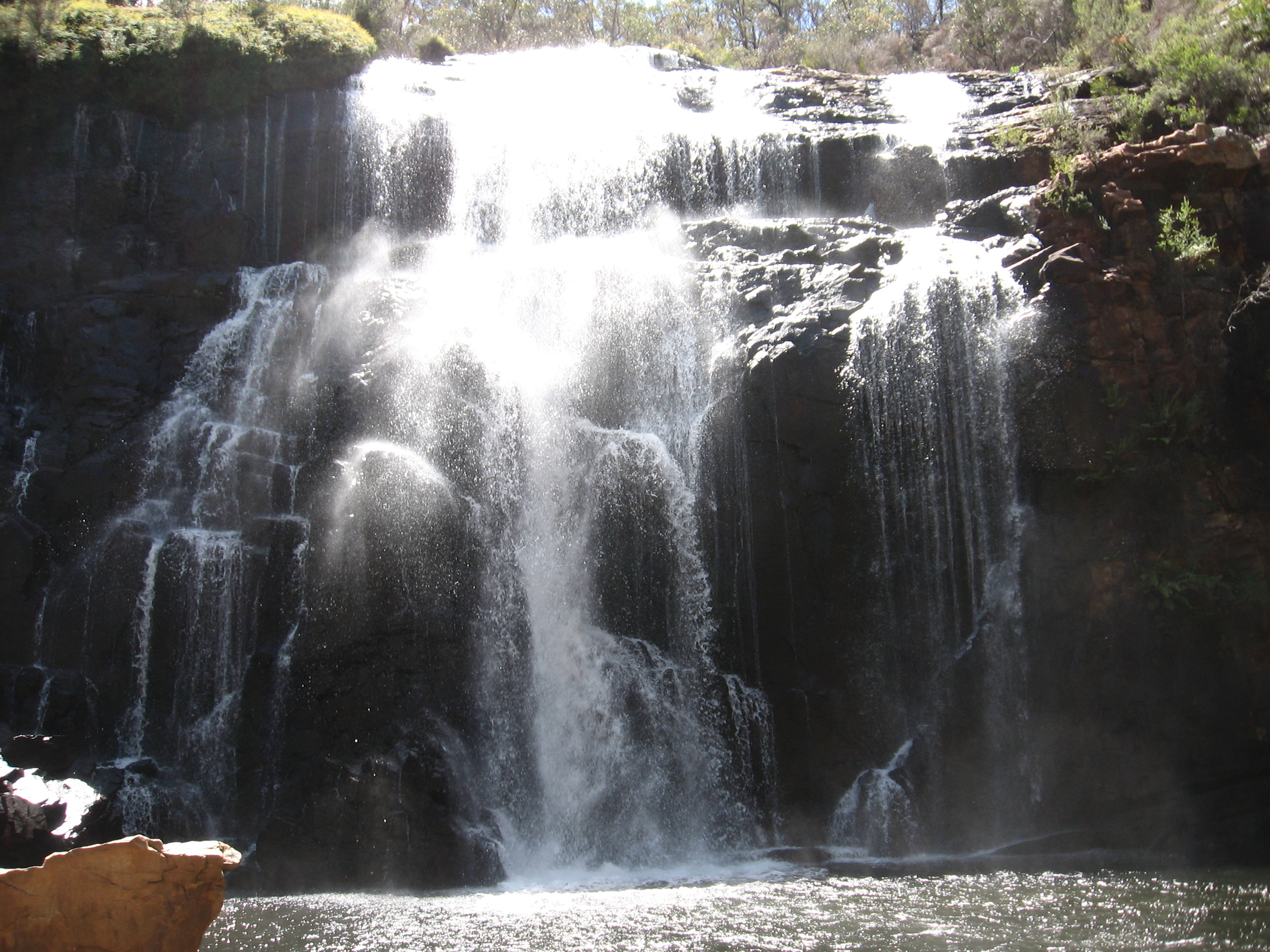
Водопад Маккензи
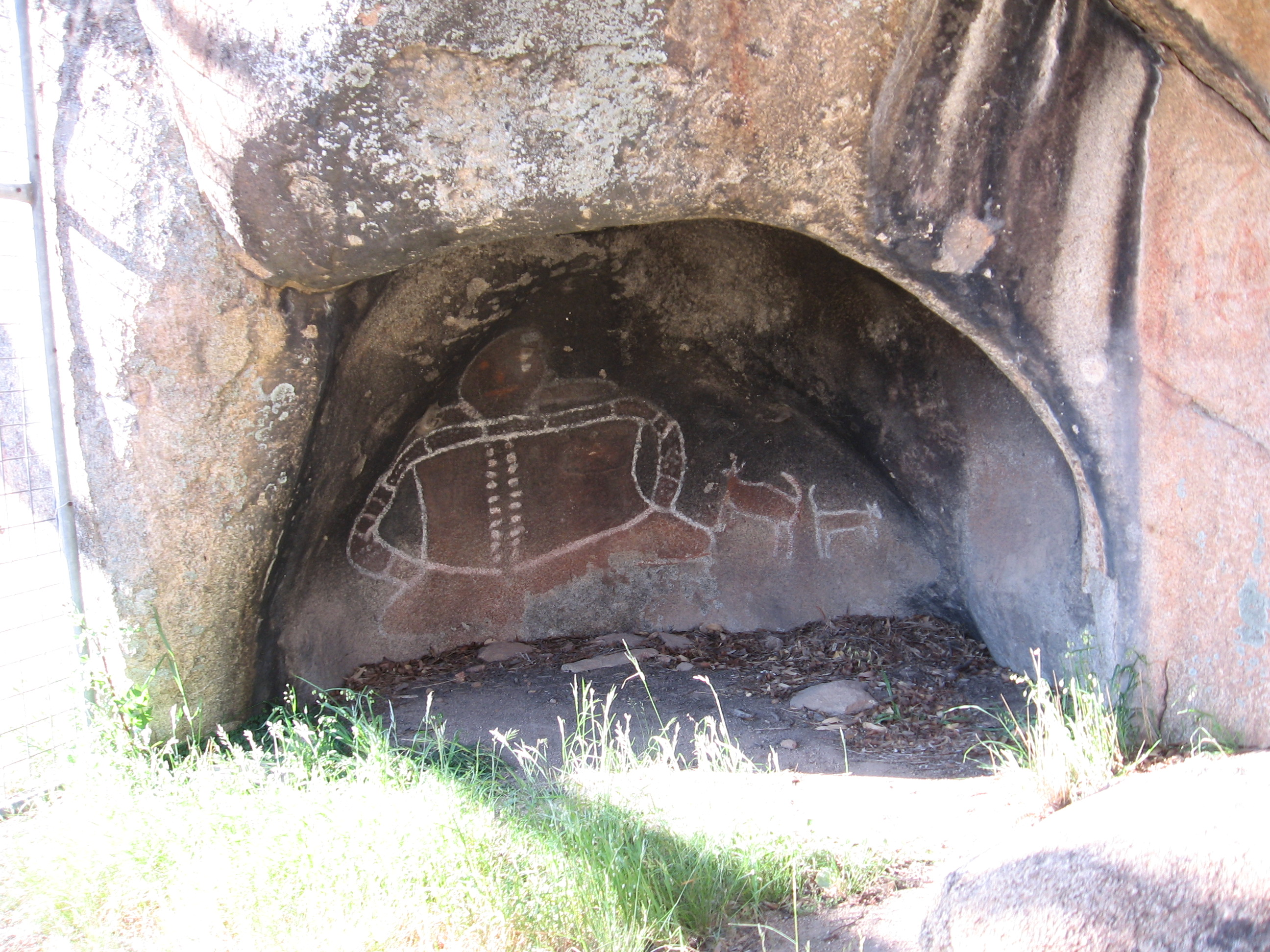
Наскальные росписи
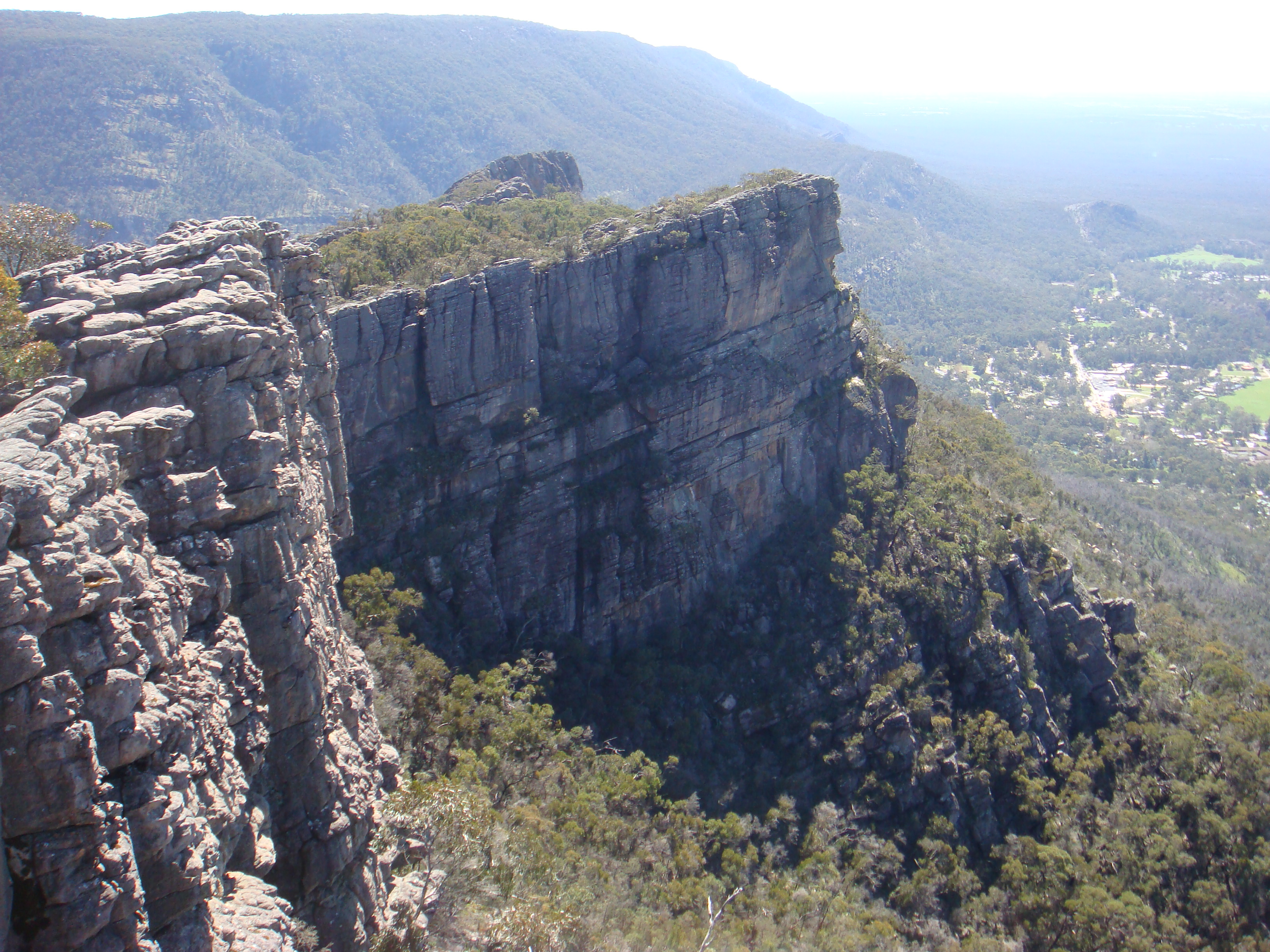
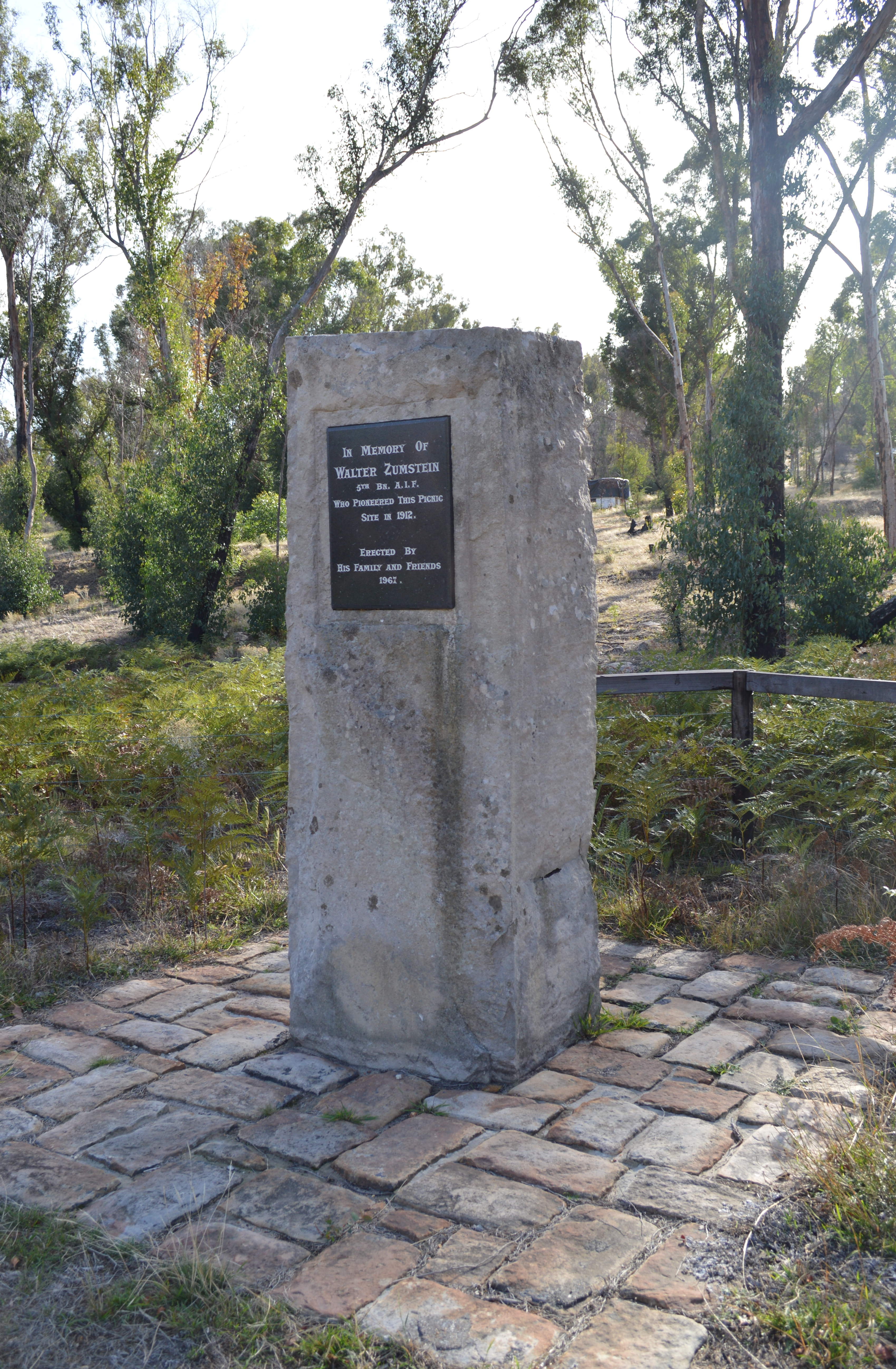
Мемориал Уолтеру Зюмштейну